# Cellole
Cellole är en ort och kommun i provinsen Caserta i regionen Kampanien i Italien. Kommunen hade 7 937 invånare (2017).